# Clásica de Santoña
La Clásica de Santoña fue una prueba ciclista que se disputó de manera intermitente entre 1974 y 1988 en la localidad cántabra de Santoña. Su último vencedor fue el corredor Álvaro Pino.

## Historia
La primera edición de la carrera se disputó en 1974, aunque no fue la primera prueba ciclista de alto nivel que se disputó en la localidad santoñesa, ya que anteriormente ya se había disputado la Vuelta a Santoña en los años 40.
Si bien la carrera nunca tuvo continuidad (se disputaron cuatro ediciones entre 1974 y 1988), sí que cuenta entre sus vencedores a grandes nombres del ciclismo español. En 1983 pasó a llamarse Criterium de Santoña. Finalmente, en 1988 se disputó por última vez hasta la fecha, después de un parón de cinco años, bajo el nombre de Criterium de Ases de Santoña.

## Palmarés
Pódium de la carrera (1974-1988):
| Año   | Primer clasificado    | Segundo clasificado             | Tercer clasificado                  |
| 1974  | Gonzalo Aja (Kas)     | Jesús Suárez Cueva              | José Antonio González Linares (Kas) |
| 1977  | Gonzalo Aja (Teka)    | Jesús Suárez Cueva (Teka)       | José Antonio González Linares (Kas) |
| 1983  | Faustino Cueli (Teka) | Alfonso Gutiérrez (Teka)        | Enrique Aja (Reynolds)              |
| 1988* | Álvaro Pino (BH)      | Herminio Díaz Zabala (Reynolds) | Pedro Delgado (Reynolds)            |

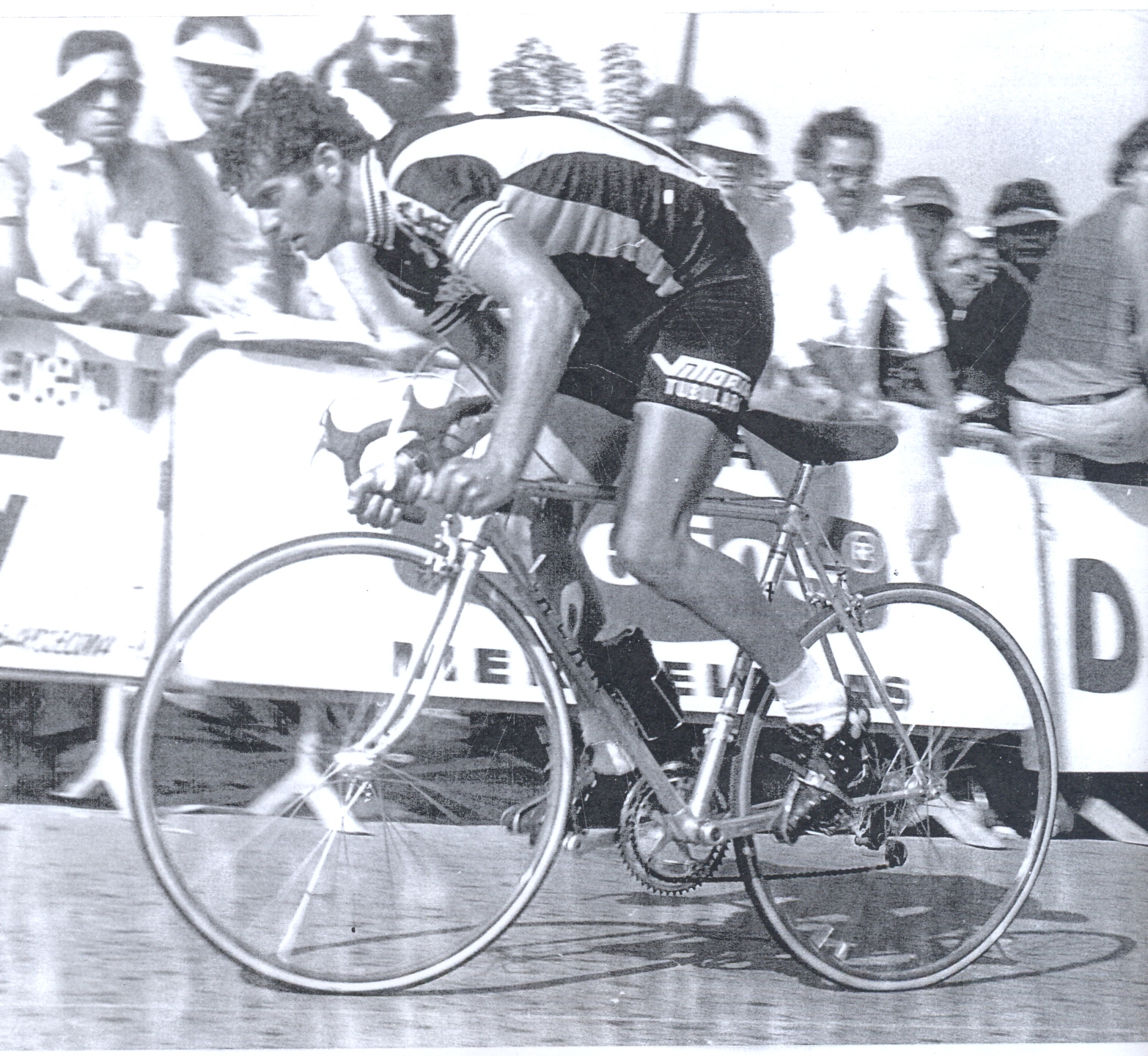
Gonzalo Aja logró la victoria con dos equipos, Kas (1974) y Teka (1978)

(*) Nota: la edición de 1988 contó con premios para el vencedor de la manga de puntuación (Juan Fernández), la de fondo (Miguel Ángel Martínez) y la de eliminación que fue la que se muestra en el cuadro.